# 洛邦 (圣玛丽亚-达费拉)
洛邦是葡萄牙阿威罗区的一个堂区。总面积7.91平方公里，总人口5761人，人口密度727.3人/平方公里。